# Mistrzostwa Bułgarii w piłce nożnej mężczyzn
Mistrzostwa Bułgarii w piłce nożnej (bułg. Първенство на България по футбол) – rozgrywki piłkarskie, prowadzone cyklicznie - corocznie lub co sezonowo (na przełomie dwóch lat kalendarzowych) – mające na celu wyłonienie najlepszej męskiej drużyny w Bułgarii.

## Historia
Mistrzostwa Bułgarii w piłce nożnej rozgrywane są od 1924 roku. Obecnie rozgrywki odbywają się w wielopoziomowych ligach: Pyrwa profesionałna futbołna liga, Wtora profesionałna futbołna liga, Treta amatiorska futbołna liga oraz niższych klasach regionalnych.
W 1908 roku w Warnie powstał pierwszy bułgarski klub piłkarski Atłas Warna. 31 lipca 1921 roku powstała liga piłkarska w Sofii, w której zwyciężyła w sezonie 1921/22 Slavia, a w sezonach 1922/23 i 1923/24 Lewski; wkrótce potem założono ligi w Plewenie (północna bułgarska liga piłkarska, po raz pierwszy wygraną przez Ticzę Warna), Płowdiwie, Kiustendile (południowo-wschodnia bułgarska liga piłkarska) i Ruse.
Po założeniu bułgarskiej federacji piłkarskiej – BFS w 1923 roku, rozpoczął się proces zorganizowania pierwszych oficjalnych Mistrzostw Bułgarii w sezonie 1924.
W sezonie 1924 po raz pierwszy wystartowały rozgrywki o Dyrżawno pyrwenstwo (Pierwszeństwo kraju), jednak z przyczyn różnych nie wyłoniono mistrza kraju. Rozgrywki prowadzone były systemem pucharowym i uczestniczyły w nim zwycięzcy związków okręgowych. W sezonie 1937 po raz ostatnio zagrano takim systemem, a w sezonie 1937/38 startowały rozgrywki w lidze zwanej Nacionałna futbołna diwizija. Podczas II wojny światowej w latach 1941–1943 ponownie prowadzone rozgrywki systemem pucharowym. We wrześniu 1944 Armia Czerwona zajęła Bułgarię. Od 1945 ponownie startowały rozgrywki o mistrzostwo Bułgarii (Republikansko pyrwenstwo). W sezonie 1948/49 powrócono do systemu ligowego a liga otrzymała nazwę Republikanska futbołna diwizija.
Rozgrywki zawodowej A Republikanskiej futbołnej grupy zainaugurowano w sezonie 1950. W sezonie 2000/01 liga zmieniła nazwę na Wissza profesionałna futbołna liga, a w 2003/04 na A Profesionałna futbołna grupa. W sezonie 2016/17 liga przyjęła nazwę Pyrwa profesionałna futbołna liga.

## Mistrzowie i pozostali medaliści
| Sezon                                                                           | K | K | T  | Mistrz                    | Wicemistrz                  | III miejsce                           | Br. | Król strzelców                                                   | Uwagi                                                                                         |
| Dyrżawno pyrwenstwo (bułg. Държавно първенство на България по футбол)           |   |   |    |                           |                             |                                       |     |                                                                  |                                                                                               |
| 1924                                                                            |   |   |    |                           | nie wyłoniono mistrza kraju |                                       | ?   | ?                                                                | 6 klubów, play-off                                                                            |
| 1925                                                                            |   |   | 1  | Władysław Warna           | Lewski Sofia                | Lewski Dupnica, BP25 Płowdiw          | ?   | ?                                                                | 6 klubów, play-off                                                                            |
| 1926                                                                            |   |   | 2  | Władysław Warna           | Sławia Sofia                | Lewski Ruse, Botew Pazardżik          | ?   | ?                                                                | 11 klubów, play-off                                                                           |
| 1927                                                                            |   |   |    |                           |                             |                                       |     |                                                                  | rozgrywki nie odbyły się                                                                      |
| 1928                                                                            |   |   | 1  | Sławia Sofia              | Władysław Warna             | Lewski Płowdiw, Lewski Ruse           | ?   | ?                                                                | 5 klubów, play-off                                                                            |
| 1929                                                                            |   |   | 1  | Botew Płowdiw             | Lewski Sofia                | Szipczenski Sokoł Warna               | ?   | ?                                                                | 10 klubów, play-off                                                                           |
| 1930                                                                            |   |   | 2  | Sławia Sofia              | Władysław Warna             | Botew Płowdiw                         | ?   | ?                                                                | 9 klubów, play-off                                                                            |
| 1931                                                                            |   |   | 1  | AS 23 Sofia               | Szipczenski Sokoł Warna     | Napredyk Ruse                         | ?   | ?                                                                | 12 klubów, play-off                                                                           |
| 1932                                                                            |   |   | 1  | Szipczenski Sokoł Warna   | Sławia Sofia                | Sokoł Płowdiw, Pobeda 26 Plewen       | ?   | ?                                                                | 13 klubów, play-off                                                                           |
| 1933                                                                            |   |   | 1  | Lewski Sofia              | Szipczenski Sokoł Warna     | Napredyk Ruse, Botew Jamboł           | ?   | ?                                                                | 13 klubów, play-off                                                                           |
| 1934                                                                            |   |   | 3  | Władysław Warna           | Sławia Sofia                | Napredyk Ruse, Swetosław Stara Zagora | ?   | ?                                                                | 14 klubów, play-off                                                                           |
| 1935                                                                            |   |   | 1  | Sportklub Sofia           | Ticza Warna                 | Panajot Wołow Szumen, Botew Pazardżik | ?   | ?                                                                | 13 klubów, play-off                                                                           |
| 1936                                                                            |   |   | 3  | Sławia Sofia              | Ticza Warna                 | Georgi Drażew Jamboł, Krakra Pernik   | ?   | ?                                                                | 12 klubów, play-off                                                                           |
| 1937                                                                            |   |   | 2  | Lewski Sofia              | Lewski Ruse                 | Władysław Warna, Botew Płowdiw        | ?   | ?                                                                | 14 klubów, play-off                                                                           |
| Nacionałna futbołna diwizija (bułg. Национална футболна дивизия)                |   |   |    |                           |                             |                                       |     |                                                                  |                                                                                               |
| 1937/38                                                                         |   |   | 1  | Ticza Warna               | Władysław Warna             | Szipka Sofia                          | 12  | Krum Milew (Sławia Sofia)                                        | 10 klubów                                                                                     |
| 1938/39                                                                         |   |   | 4  | Sławia Sofia              | Władysław Warna             | Ticza Warna                           | 14  | Georgi Paczedżiew (AS 23 Sofia)                                  | 10 klubów                                                                                     |
| 1939/40                                                                         |   |   | 1  | ŻSK Sofia                 | Lewski Sofia                | Sławia Sofia                          | 14  | Janko Stojanow (Lewski Sofia), Dimityr Nikołaew (FC 13 Sofia)    | 10 klubów                                                                                     |
| 1941                                                                            |   |   | 5  | Sławia Sofia              | ŻSK Sofia                   | Lewski Płowdiw                        | ?   | ?                                                                | 12 klubów, play-off                                                                           |
| 1942                                                                            |   |   | 3  | Lewski Sofia              | Makedonija Skopje           | Sławia Sofia                          | ?   | ?                                                                | 22 kluby, play-off                                                                            |
| 1943                                                                            |   |   | 6  | Sławia Sofia              | Lewski Sofia                | Lewski Płowdiw, Botew Płowdiw         | ?   | ?                                                                | 28 klubów, play-off                                                                           |
| 1944                                                                            |   |   |    |                           |                             |                                       |     |                                                                  | 27 klubów, play-off, rozgrywek nie dokończono z powodu wkroczenia Armii Czerwonej do Bułgarii |
| Republikansko pyrwenstwo (bułg. Републиканско първенство на България по футбол) |   |   |    |                           |                             |                                       |     |                                                                  |                                                                                               |
| 1945                                                                            |   |   | 2  | Łokomotiw Sofia           | Sportist Sofia              | Spartak Warna, SP 45 Płowdiw          | ?   | ?                                                                | 24 kluby, play-off                                                                            |
| 1946                                                                            |   |   | 4  | Lewski Sofia              | Łokomotiw Sofia             | Spartak Warna, Benkowski Widin        | ?   | ?                                                                | 16 klubów, play-off                                                                           |
| 1947                                                                            |   |   | 5  | Lewski Sofia              | Łokomotiw Sofia             | Lewski Płowdiw, Spartak Sofia         | ?   | ?                                                                | 16 klubów, play-off                                                                           |
| 1948                                                                            |   |   | 1  | Septemwri Pri CDW Sofia   | Lewski Sofia                | Spartak Warna, Marek Dupnica          | ?   | ?                                                                | 16 klubów, play-off                                                                           |
| 1948/49                                                                         |   |   | 6  | Lewski Sofia              | CDNW Sofia                  | Łokomotiw Sofia                       | 11  | Dimityr Miłanow (CSKA), Nedko Nedew (Czerno More)                | 10 klubów                                                                                     |
| 1949/50                                                                         |   |   |    |                           |                             |                                       |     |                                                                  | 10 klubów, rozgrywek nie dokończono z powodu reformy                                          |
| A Republikanska futbołna grupa (bułg. „А“ Републиканска футболна група)         |   |   |    |                           |                             |                                       |     |                                                                  |                                                                                               |
| 1950                                                                            |   |   | 7  | Dinamo Sofia              | Stroiteł Sofia              | Akademik Sofia                        | 11  | Lubomir Hranow (Lewski Sofia)                                    | 10 klubów                                                                                     |
| 1951                                                                            |   |   | 2  | CDNW Sofia                | Spartak Sofia               | Dinamo Sofia                          | 14  | Dimityr Miłanow (CSKA)                                           | 12 klubów                                                                                     |
| 1952                                                                            |   |   | 3  | CDNA Sofia                | Spartak Sofia               | Łokomotiw Sofia                       | 10  | Dimityr Isakow (Udarnik Sofia), Dobromir Taszkow (Spartak Sofia) | 12 klubów                                                                                     |
| 1953                                                                            |   |   | 8  | Dinamo Sofia              | Sofijskija Garnizon Sofia   | WMS Stalin                            | 15  | Dimityr Minczew (Spartak Plewen / WWS Sofia)                     | 16 klubów                                                                                     |
| 1954                                                                            |   |   | 4  | CDNA Sofia                | Udarnik Sofia               | Łokomotiw Sofia                       | 25  | Dobromir Taszkow (Udarnik Sofia)                                 | 14 klubów                                                                                     |
| 1955                                                                            |   |   | 5  | CDNA Sofia                | Udarnik Sofia               | Spartak Stalin                        | 13  | Todor Diew (Spartak Płowdiw)                                     | 14 klubów                                                                                     |
| 1956                                                                            |   |   | 6  | CDNA Sofia                | Dinamo Sofia                | SKNA Płowdiw                          | 16  | Paweł Władimirow (Minior Pernik)                                 | 12 klubów                                                                                     |
| 1957                                                                            |   |   | 7  | CDNA Sofia                | Łokomotiw Sofia             | Dinamo Sofia                          | 14  | Christo Iliew (Lewski Sofia), Dimityr Miłanow (CSKA)             | 12 klubów                                                                                     |
| 1958                                                                            |   |   | 8  | CDNA Sofia                | Lewski Sofia                | Spartak Plewen                        | 9   | Dobromir Taszkow (Sławia), Georgi Arnaudow (Spartak Warna)       | 12 klubów                                                                                     |
| 1958/59                                                                         |   |   | 9  | CDNA Sofia                | Sławia Sofia                | Lewski Sofia                          | 13  | Aleksandyr Wasilew (Sławia)                                      | 12 klubów                                                                                     |
| 1959/60                                                                         |   |   | 10 | CDNA Sofia                | Lewski Sofia                | Łokomotiw Sofia                       | 12  | Dimityr Jordanow (Lewski Sofia), Luben Kostow (Spartak Warna)    | 12 klubów                                                                                     |
| 1960/61                                                                         |   |   | 11 | CDNA Sofia                | Lewski Sofia                | Botew Płowdiw                         | 20  | Iwan Sotirow (Botew Płowdiw)                                     | 14 klubów                                                                                     |
| 1961/62                                                                         |   |   | 12 | CDNA Sofia                | Spartak Płowdiw             | Lewski Sofia                          | 23  | Nikoła Jordanow (Dunaw Ruse), Todor Diew (Spartak Plowdiw)       | 14 klubów                                                                                     |
| 1962/63                                                                         |   |   | 1  | Spartak Płowdiw           | Botew Płowdiw               | CDNA Sofia                            | 26  | Todor Diew (Spartak Plowdiw)                                     | 16 klubów                                                                                     |
| 1963/64                                                                         |   |   | 3  | Łokomotiw Sofia           | Lewski Sofia                | Sławia Sofia                          | 26  | Nikoła Canew (CSKA)                                              | 16 klubów                                                                                     |
| 1964/65                                                                         |   |   | 9  | Lewski Sofia              | Łokomotiw Sofia             | Sławia Sofia                          | 27  | Georgi Asparuchow (Lewski Sofia)                                 | 16 klubów                                                                                     |
| 1965/66                                                                         |   |   | 13 | CSKA Czerweno Zname Sofia | Lewski Sofia                | Sławia Sofia                          | 21  | Trajczo Spasow (Marek Dupnica)                                   | 16 klubów                                                                                     |
| 1966/67                                                                         |   |   | 2  | Botew Płowdiw             | Sławia Sofia                | Lewski Sofia                          | 21  | Petyr Żekow (Beroe)                                              | 16 klubów                                                                                     |
| 1967/68                                                                         |   |   | 10 | Lewski Sofia              | CSKA Czerweno Zname Sofia   | Łokomotiw Sofia                       | 31  | Petyr Żekow (Beroe)                                              | 16 klubów                                                                                     |
| 1968/69                                                                         |   |   | 14 | CSKA Czerweno Zname Sofia | Lewski-Spartak Sofia        | Łokomotiw Płowdiw                     | 36  | Petyr Żekow (CSKA)                                               | 16 klubów                                                                                     |
| 1969/70                                                                         |   |   | 11 | Lewski-Spartak Sofia      | CSKA Czerweno Zname Sofia   | ŻSK-Sławia Sofia                      | 31  | Petyr Żekow (CSKA)                                               | 16 klubów                                                                                     |
| 1970/71                                                                         |   |   | 15 | CSKA Czerweno Zname Sofia | Lewski-Spartak Sofia        | Botew Wraca                           | 26  | Dimityr Jakimow (CSKA)                                           | 16 klubów                                                                                     |
| 1971/72                                                                         |   |   | 16 | CSKA Czerweno Zname Sofia | Lewski-Spartak Sofia        | Beroe Stara Zagora                    | 27  | Petyr Żekow (CSKA)                                               | 18 klubów                                                                                     |
| 1972/73                                                                         |   |   | 17 | CSKA Czerweno Zname Sofia | Łokomotiw Płowdiw           | Sławia Sofia                          | 29  | Petyr Żekow (CSKA)                                               | 18 klubów                                                                                     |
| 1973/74                                                                         |   |   | 12 | Lewski-Spartak Sofia      | CSKA Czerweno Zname Sofia   | Łokomotiw Płowdiw                     | 20  | Petko Petkow (Beroe)                                             | 16 klubów                                                                                     |
| 1974/75                                                                         |   |   | 18 | CSKA Czerweno Zname Sofia | Lewski-Spartak Sofia        | Sławia Sofia                          | 20  | Iwan Pritargow (Botew Płowdiw)                                   | 16 klubów                                                                                     |
| 1975/76                                                                         |   |   | 19 | CSKA Czerweno Zname Sofia | Lewski-Spartak Sofia        | Akademik Sofia                        | 19  | Petko Petkow (Beroe)                                             | 16 klubów                                                                                     |
| 1976/77                                                                         |   |   | 13 | Lewski-Spartak Sofia      | CSKA Czerweno Zname Sofia   | Marek Stanke Dimitrow                 | 20  | Paweł Panow (Lewski Sofia)                                       | 16 klubów                                                                                     |
| 1977/78                                                                         |   |   | 4  | Łokomotiw Sofia           | CSKA Czerweno Zname Sofia   | Lewski-Spartak Sofia                  | 21  | Stojczo Mładenow (Beroe)                                         | 16 klubów                                                                                     |
| 1978/79                                                                         |   |   | 14 | Lewski-Spartak Sofia      | CSKA Czerweno Zname Sofia   | Łokomotiw Sofia                       | 19  | Rusi Goczew (Lewski Sofia)                                       | 16 klubów                                                                                     |
| 1979/80                                                                         |   |   | 20 | CSKA Czerweno Zname Sofia | Sławia Sofia                | Lewski-Spartak Sofia                  | 23  | Spas Dżewizow (CSKA)                                             | 16 klubów                                                                                     |
| 1980/81                                                                         |   |   | 21 | CSKA Czerweno Zname Sofia | Lewski-Spartak Sofia        | Trakia Płowdiw                        | 31  | Georgi Sławkow (Botew)                                           | 16 klubów                                                                                     |
| 1981/82                                                                         |   |   | 22 | CSKA Czerweno Zname Sofia | Lewski-Spartak Sofia        | Sławia Sofia                          | 24  | Michaił Wałczew (Lewski Sofia)                                   | 16 klubów                                                                                     |
| 1982/83                                                                         |   |   | 23 | CSKA Czerweno Zname Sofia | Lewski-Spartak Sofia        | Trakia Płowdiw                        | 20  | Antim Pechliwanow (Botew Płowdiw)                                | 16 klubów                                                                                     |
| 1983/84                                                                         |   |   | 15 | Lewski-Spartak Sofia      | CSKA Czerweno Zname Sofia   | ŻSK-Spartak Warna                     | 19  | Eduard Eranosian (Łokomotiw Płowdiw)                             | 16 klubów                                                                                     |
| 1984/85                                                                         |   |   | 16 | Lewski-Spartak Sofia      | CSKA Czerweno Zname Sofia   | Trakia Płowdiw                        | 26  | Płamen Getow (Spartak Plewen)                                    | 16 klubów                                                                                     |
| 1985/86                                                                         |   |   | 1  | Beroe Stara Zagora        | Trakia Płowdiw              | Sławia Sofia                          | 30  | Atanas Paszew (Botew Płowdiw)                                    | 16 klubów                                                                                     |
| 1986/87                                                                         |   |   | 24 | CFKA Sredec Sofia         | Witosza Sofia               | Trakia Płowdiw                        | 36  | Nasko Sirakow (Lewski Sofia)                                     | 16 klubów                                                                                     |
| 1987/88                                                                         |   |   | 17 | Witosza Sofia             | CFKA Sredec Sofia           | Trakia Płowdiw                        | 28  | Nasko Sirakow (Lewski Sofia)                                     | 16 klubów                                                                                     |
| 1988/89                                                                         |   |   | 25 | CFKA Sredec Sofia         | Witosza Sofia               | Etyr Wielkie Tyrnowo                  | 23  | Christo Stoiczkow (CSKA)                                         | 16 klubów                                                                                     |
| 1989/90                                                                         |   |   | 26 | CSKA Sofia                | Sławia Sofia                | Etyr Wielkie Tyrnowo                  | 38  | Christo Stoiczkow (CSKA)                                         | 16 klubów                                                                                     |
| 1990/91                                                                         |   |   | 1  | Etyr Wielkie Tyrnowo      | CSKA Sofia                  | Sławia Sofia                          | 21  | Iwajło Jordanow (Łokomotiw Gorna Oriachowica)                    | 16 klubów                                                                                     |
| 1991/92                                                                         |   |   | 27 | CSKA Sofia                | Lewski 1914 Sofia           | Łokomotiw Płowdiw                     | 26  | Nasko Sirakow (Lewski Sofia)                                     | 16 klubów                                                                                     |
| 1992/93                                                                         |   |   | 18 | Lewski 1914 Sofia         | CSKA Sofia                  | Botew Płowdiw                         | 26  | Płamen Getow (Lewski Sofia)                                      | 16 klubów                                                                                     |
| 1993/94                                                                         |   |   | 19 | Lewski 1914 Sofia         | CSKA Sofia                  | Botew Płowdiw                         | 30  | Nasko Sirakow (Lewski Sofia)                                     | 16 klubów                                                                                     |
| 1994/95                                                                         |   |   | 20 | Lewski 1914 Sofia         | Łokomotiw Sofia             | Botew Płowdiw                         | 24  | Petyr Michtarski (CSKA)                                          | 16 klubów                                                                                     |
| 1995/96                                                                         |   |   | 7  | Sławia Sofia              | Lewski 1914 Sofia           | Łokomotiw Sofia                       | 21  | Iwo Georgiew (Spartak Warna)                                     | 16 klubów                                                                                     |
| 1996/97                                                                         |   |   | 28 | CSKA Sofia                | Neftochimik Burgas          | Sławia Sofia                          | 26  | Todor Pramatarow (Sławia)                                        | 16 klubów                                                                                     |
| 1997/98                                                                         |   |   | 1  | Liteks Łowecz             | Lewski 1914 Sofia           | CSKA Sofia                            | 17  | Bonczo Genczew (CSKA), Anton Spasow (Neftochimik)                | 16 klubów                                                                                     |
| 1998/99                                                                         |   |   | 2  | Liteks Łowecz             | Lewski 1914 Sofia           | Lewski Kiustendił                     | 21  | Dimczo Bełakow (Liteks)                                          | 16 klubów                                                                                     |
| 1999/00                                                                         |   |   | 21 | Lewski Sofia              | CSKA Sofia                  | Wełbyżd Kiustendił                    | 20  | Michaił Michajłow (Wełbyżd)                                      | 16 klubów                                                                                     |
| Wissza profesionałna futbołna liga (bułg. Висша професионална футболна лига)    |   |   |    |                           |                             |                                       |     |                                                                  |                                                                                               |
| 2000/01                                                                         |   |   | 22 | Lewski Sofia              | CSKA Sofia                  | Wełbyżd Kiustendił                    | 22  | Georgi Iwanow (Lewski Sofia), Christo Jowow (Liteks)             | 14 klubów                                                                                     |
| 2001/02                                                                         |   |   | 23 | Lewski Sofia              | Liteks Łowecz               | CSKA Sofia                            | 21  | Władimir Manczew (CSKA)                                          | 14 klubów, 2 rundy                                                                            |
| 2002/03                                                                         |   |   | 29 | CSKA Sofia                | Lewski Sofia                | Liteks Łowecz                         | 23  | Georgi Czilikow (Lewski Sofia)                                   | 14 klubów                                                                                     |
| A Profesionałna futbołna grupa (bułg. „А“ професионална футболна група)         |   |   |    |                           |                             |                                       |     |                                                                  |                                                                                               |
| 2003/04                                                                         |   |   | 1  | Łokomotiw Płowdiw         | Lewski Sofia                | CSKA Sofia                            | 25  | Martin Kamburow (Łokomotiw Płowdiw)                              | 16 klubów                                                                                     |
| 2004/05                                                                         |   |   | 30 | CSKA Sofia                | Lewski Sofia                | Łokomotiw Płowdiw                     | 27  | Martin Kamburow (Łokomotiw Płowdiw)                              | 16 klubów                                                                                     |
| 2005/06                                                                         |   |   | 24 | Lewski Sofia              | CSKA Sofia                  | Liteks Łowecz                         | 16  | José Furtado (Wichren / CSKA), Milivoje Novaković (Liteks)       | 16 klubów                                                                                     |
| 2006/07                                                                         |   |   | 25 | Lewski Sofia              | CSKA Sofia                  | Łokomotiw Sofia                       | 27  | Cwetan Genkow (Łokomotiw Sofia)                                  | 16 klubów                                                                                     |
| 2007/08                                                                         |   |   | 31 | CSKA Sofia                | Lewski Sofia                | Łokomotiw Sofia                       | 19  | Georgi Christow (Botew Płowdiw)                                  | 16 klubów                                                                                     |
| 2008/09                                                                         |   |   | 26 | Lewski Sofia              | CSKA Sofia                  | Czerno More Warna                     | 17  | Martin Kamburow (Łokomotiw Sofia)                                | 16 klubów                                                                                     |
| 2009/10                                                                         |   |   | 3  | Liteks Łowecz             | CSKA Sofia                  | Lewski Sofia                          | 19  | Wilfried Niflore (Liteks)                                        | 16 klubów                                                                                     |
| 2010/11                                                                         |   |   | 4  | Liteks Łowecz             | Lewski Sofia                | CSKA Sofia                            | 26  | Garra Dembélé (Lewski Sofia)                                     | 16 klubów                                                                                     |
| 2011/12                                                                         |   |   | 1  | Łudogorec Razgrad         | CSKA Sofia                  | Lewski Sofia                          | 16  | Júnior Moraes (CSKA), Iwan Stojanow (Łudogorec Razgrad)          | 16 klubów                                                                                     |
| 2012/13                                                                         |   |   | 2  | Łudogorec Razgrad         | Lewski Sofia                | CSKA Sofia                            | 19  | Basile de Carvalcho (Lewski Sofia)                               | 16 klubów                                                                                     |
| 2013/14                                                                         |   |   | 3  | Łudogorec Razgrad         | CSKA Sofia                  | Liteks Łowecz                         | 20  | Wilmar Jordán (Liteks), Martin Kamburow (Łokomotiw Płowdiw)      | 14 klubów                                                                                     |
| 2014/15                                                                         |   |   | 4  | Łudogorec Razgrad         | Beroe Stara Zagora          | Łokomotiw Sofia                       | 14  | Añete (Lewski Sofia)                                             | 12 klubów, 2 rundy                                                                            |
| 2015/16                                                                         |   |   | 5  | Łudogorec Razgrad         | Lewski Sofia                | Beroe Stara Zagora                    | 18  | Martin Kamburow (Łokomotiw Płowdiw)                              | 10 klubów, 4 koła                                                                             |
| Pyrwa profesionałna futbołna liga (bułg. Първа професионална футболна лига)     |   |   |    |                           |                             |                                       |     |                                                                  |                                                                                               |
| 2016/17                                                                         |   |   | 6  | Łudogorec Razgrad         | CSKA Sofia                  | Lewski Sofia                          | 22  | Claudiu Keșerü (Łudogorec Razgrad)                               | 14 klubów, 2 rundy                                                                            |
| 2017/18                                                                         |   |   | 7  | Łudogorec Razgrad         | CSKA Sofia                  | Lewski Sofia                          | 26  | Claudiu Keșerü (Łudogorec Razgrad)                               | 14 klubów, 2 rundy                                                                            |
| 2018/19                                                                         |   |   | 8  | Łudogorec Razgrad         | CSKA Sofia                  | Lewski Sofia                          | 24  | Stanisław Kostow (Lewski Sofia)                                  | 14 klubów, 2 rundy                                                                            |
| 2019/20                                                                         |   |   | 9  | Łudogorec Razgrad         | CSKA Sofia                  | Sławia Sofia                          | 18  | Martin Kamburow (Beroe Stara Zagora)                             | 14 klubów, 2 rundy                                                                            |
| 2020/21                                                                         |   |   | 10 | Łudogorec Razgrad         | Łokomotiw Płowdiw           | CSKA Sofia                            | 18  | Claudiu Keșerü (Łudogorec Razgrad)                               | 14 klubów, 2 rundy                                                                            |
| 2021/22                                                                         |   |   | 11 | Łudogorec Razgrad         | CSKA Sofia                  | Botew Płowdiw                         | 17  | Pieros Sotiriu (Łudogorec Razgrad)                               | 14 klubów, 2 rundy                                                                            |
| 2022/23                                                                         |   |   | 12 | Łudogorec Razgrad         | CSKA Sofia                  | CSKA 1948 Sofia                       | 21  | Iwajło Czoczew (CSKA 1948 Sofia)                                 | 16 klubów, 2 rundy                                                                            |
| 2023/24                                                                         |   |   | 13 | Łudogorec Razgrad         | Czerno More Warna           | CSKA Sofia                            | 15  | Aleksandyr Kolew (FK Krumowgrad)                                 | 16 klubów, 2 rundy                                                                            |
| 2024/25                                                                         |   |   | 14 | Łudogorec Razgrad         | Lewski Sofia                | Czerno More Warna                     | 18  | Santiago Godoy (Beroe Stara Zagora)                              | 16 klubów, 2 rundy                                                                            |

## Statystyka

### Klasyfikacja według klubów
W dotychczasowej historii Mistrzostw Bułgarii na podium oficjalnie stawało w sumie 39 drużyn. Liderem klasyfikacji jest CSKA Sofia, który zdobył 31 tytułów mistrzowskich.
Stan po sezonie 2024/2025.
| Lp. | Klub                   | Miejsca na podium | Miejsca na podium | Miejsca na podium | Zwycięskie sezony |    |   | |
| --- | ---------------------- | ----------------- | ----------------- | ----------------- | --- | -- | - | --- |
| Lp. | Klub                   | 1.                | CSKA Sofia        | 31                | Zwycięskie sezony | 28 | 8 | 1948, 1951, 1952, 1954, 1955, 1956, 1957, 1958, 1958/59, 1959/60, 1960/61, 1961/62, 1965/66, 1968/69, 1970/71, 1971/72, 1972/73, 1974/75, 1975/76, 1979/80, 1980/81, 1981/82, 1982/83, 1986/87, 1988/89, 1989/90, 1991/92, 1996/97, 2002/03, 2004/05, 2007/08 |
| 2.  | Lewski Sofia           | 26                | 33                | 10                | 1933, 1937, 1942, 1946, 1947, 1948/49, 1950, 1953, 1964/65, 1967/68, 1969/70, 1973/74, 1976/77, 1978/79, 1983/84, 1984/85, 1987/88, 1992/93, 1993/94, 1994/95, 1999/2000, 2000/01, 2001/02, 2005/06, 2006/07, 2008/09 |    |   | |
| 3.  | Łudogorec Razgrad      | 14                | 0                 | 0                 | 2011/12, 2012/13, 2013/14, 2014/15, 2015/16, 2016/17, 2017/18, 2018/19, 2019/20, 2020/21, 2021/22, 2022/23, 2023/24, 2024/25                                                                                          |    |   | |
| 4.  | Sławia Sofia           | 7                 | 10                | 12                | 1928, 1930, 1936, 1938/39, 1941, 1943, 1995/96 |    |   | |
| 5.  | Łokomotiw Sofia        | 4                 | 6                 | 10                | 1939/40, 1945, 1963/64, 1977/78 |    |   | |
| 6.  | Liteks Łowecz          | 4                 | 5                 | 3                 | 1997/98, 1998/99, 2009/10, 2010/11 |    |   | |
| 7.  | Władysław Warna        | 3                 | 4                 | 1 (1)             | 1925, 1926, 1934 |    |   | |
| 8.  | Botew Płowdiw          | 2                 | 2                 | 14 (2)            | 1929, 1966/67 |    |   | |
| 9.  | Czerno More Warna      | 1                 | 3                 | 4                 | 1937/38 |    |   | |
| 10. | Spartak Warna          | 1                 | 2                 | 6 (3)             | 1932 |    |   | |
| 11. | Łokomotiw Płowdiw      | 1                 | 1                 | 5 (1)             | 2003/04 |    |   | |
| 12. | Beroe Stara Zagora     | 1                 | 1                 | 2                 | 1985/86 |    |   | |
| 13. | Spartak Płowdiw        | 1                 | 1                 | 0                 | 1962/63 |    |   | |
| 14. | Etyr Wielkie Tyrnowo   | 1                 | 0                 | 2                 | 1990/91 |    |   | |
| 15. | AS 23 Sofia            | 1                 | 0                 | 0                 | 1931 |    |   | |
| 15. | Sportklub Sofia        | 1                 | 0                 | 0                 | 1935 |    |   | |
| 17. | Lewski Ruse            | 0                 | 1                 | 2 (2)             | |    |   | |
| 18. | Makedonija Skopje      | 0                 | 1                 | 0                 | |    |   | |
| 18. | Neftochimik Burgas     | 0                 | 1                 | 0                 | |    |   | |
| 18. | Sportist Sofia         | 0                 | 1                 | 0                 | |    |   | |
| 21. | Lewski Płowdiw         | 0                 | 0                 | 4 (3)             | |    |   | |
| 22. | Wełbyżd Kiustendił     | 0                 | 0                 | 3                 | |    |   | |
| 23. | Napredyk Ruse          | 0                 | 0                 | 3 (2)             | |    |   | |
| 24. | Akademik Sofia         | 0                 | 0                 | 2                 | |    |   | |
| 25. | Marek Stanke Dimitrow  | 0                 | 0                 | 2 (1)             | |    |   | |
| 26. | Botew Jamboł           | 0                 | 0                 | 2 (2)             | |    |   | |
| 26. | Botew Pazardżik        | 0                 | 0                 | 2 (2)             | |    |   | |
| 28. | Botew Wraca            | 0                 | 0                 | 1                 | |    |   | |
| 28. | Spartak Plewen         | 0                 | 0                 | 1                 | |    |   | |
| 30. | Benkowski Widin        | 0                 | 0                 | 1 (1)             | |    |   | |
| 30. | BP25 Płowdiw           | 0                 | 0                 | 1 (1)             | |    |   | |
| 30. | CSKA 1948 Sofia        | 0                 | 0                 | 1                 | |    |   | |
| 30. | Krakra Pernik          | 0                 | 0                 | 1 (1)             | |    |   | |
| 30. | Lewski Dupnica         | 0                 | 0                 | 1 (1)             | |    |   | |
| 30. | Panajot Wołow Szumen   | 0                 | 0                 | 1 (1)             | |    |   | |
| 30. | Pobeda 26 Plewen       | 0                 | 0                 | 1 (1)             | |    |   | |
| 30. | Sokoł Płowdiw          | 0                 | 0                 | 1 (1)             | |    |   | |
| 30. | Spartak Sofia          | 0                 | 0                 | 1 (1)             | |    |   | |
| 30. | Swetosław Stara Zagora | 0                 | 0                 | 1 (1)             | |    |   | |
| 30. | Szipka Sofia           | 0                 | 0                 | 1 (1)             | |    |   | |

Uwaga: w nawiasach liczba półfinałów

### Klasyfikacja według miast
Siedziby klubów: Stan po zakończeniu sezonu 2024/2025.
| Miasto          | Liczba tytułów | Kluby |
| --------------- | -------------- | --- |
| Sofia           | 70             | CSKA Sofia (31), Lewski Sofia (26), Sławia Sofia (7), Łokomotiw Sofia (4), AS 23 Sofia (1), SK Sofia (1) |
| Razgrad         | 14             | Ludogorec Razgrad (14)                                                                                   |
| Warna           | 5              | Władysław Warna (3), Czerno More Warna (1), Spartak Warna (1)                                            |
| Płowdiw         | 4              | Botew Płowdiw (2), Łokomotiw Płowdiw (1), Spartak Płowdiw (1)                                            |
| Łowecz          | 4              | Liteks Łowecz (4)                                                                                        |
| Stara Zagora    | 1              | Beroe Stara Zagora (1)                                                                                   |
| Wielkie Tyrnowo | 1              | Etyr Wielkie Tyrnowo (1)                                                                                 |

## Uczestnicy
Są 74 zespołów, które wzięli udział w 77 sezonach Mistrzostw Bułgarii, które były prowadzone od 1948/49 aż do sezonu 2024/25 łącznie. Tylko Lewski Sofia był zawsze obecny w każdej edycji.
Pogrubione zespoły biorące udział w sezonie 2024/25.
- 77 razy: Lewski Sofia
- 76 razy: CSKA Sofia, Sławia Sofia
- 70 razy: Botew Płowdiw
- 69 razy: Łokomotiw Sofia
- 64 razy: Łokomotiw Płowdiw
- 61 razy: Czerno More Warna
- 58 razy: Beroe Stara Zagora
- 45 razy: Spartak Warna
- 38 razy: Minior Pernik
- 35 razy: Botew Wraca, Spartak Plewen
- 29 razy: Czernomorec Burgas, Dunaw Ruse, Marek Dupnica
- 26 razy: Pirin Błagojewgrad
- 25 razy: OFK Sliwen 2000
- 24 razy: Etyr Wielkie Tyrnowo
- 20 razy: Liteks Łowecz
- 18 razy: Akademik Sofia
- 17 razy: Spartak Płowdiw
- 15 razy: Spartak Sofia
- 14 razy: Dobrudża Dobricz, Łudogorec Razgrad, Neftochimik Burgas
- 12 razy: Bełasica Petricz
- 10 razy: Łokomotiw Gorna Orjachowica, PFK Montana
- 9 razy: PFC Pirin Błagojewgrad
- 7 razy: FK Chaskowo 2009, PSFK Czernomorec Burgas, Jantra Gabrowo, Septemwri Sofia, FK Szumen 2010, Wełbyżd Kiustendił
- 6 razy: Arda Kyrdżali, Hebyr Pazardżik
- 5 razy: CSKA 1948 Sofia, SFK Etyr Wielkie Tyrnowo, Widima-Rakowski Sewliewo
- 4 razy: Akademik Swisztow, PFK Marica 1921, Rodopa Smolan, Wichren Sandanski,
- 3 razy: Carsko Seło Sofia, Wereja Stara Zagora, Witosza Bistrica, Torpedo Plewen, Tundża Jamboł, Zawod 12 Sofia
- 2 razy: Czerweno Zname Sofia, Kaliakra Kawarna, FK Krumowgrad, Łokomotiw Mezdra, Metałurg Pernik, Pirin Goce Dełczew, Rakowski Ruse, Rilski Sportist Samokow, Stroitel Sofia, WWS Sofia
- 1 raz: Akademik Warna, Bdin Widyń, Chimik Dimitrowgrad, Czernomorec Burgas Sofia, FK Dimitrowgrad, Etyr 1924 Wielkie Tyrnowo, PFK Lubimec 2007, OFK Nesebyr, Olimpik Tetewen, FK Pawlikeni, Rozova Dolina Kazanłyk, Sportist Swoge, Sławia Płowdiw, Swetkawica Tyrgowiszte.